# Gyál (distrikt)
Gyál är ett distrikt i Ungern. Det ligger i provinsen Pest, i den centrala delen av landet, sydost om huvudstaden Budapest.